# مستعمرة كينيا
مستعمرة كينيا (بالسواحلية: Koloni la Kenya)  كانت  جزءًا من الإمبراطورية البريطانية في إفريقيا. تم تأسيسها عندما تم تحويل محمية شرق إفريقيا السابقة إلى مستعمرة للتاج البريطاني في عام 1920. انتهت المستعمرة في عام 1963 عندما تم انتخاب حكومة ذات أغلبية كينية عرقية لأول مرة وأعلنت في نهاية المطاف الاستقلال باسم  جمهورية كينيا.
كما يشار إلى كينيا أحيانًا باسم "المستعمرة الاسكتلندية" نظرًا لأن السير ويليام ماكينون، مؤسس شركة شرق أفريقيا الإمبريالية البريطانية التي كانت تحكم كينيا، كان مواطنًا اسكتلنديًا.

## التاريخ
تأسست مستعمرة ومحمية كينيا في 23 يوليو 1920 عندما ضمت المملكة المتحدة أراضي محمية شرق إفريقيا السابقة باستثناء تلك الأجزاء من تلك المحمية التي كان لجلالة السلطان زنجبار السيادة عليها. تأسست محمية كينيا في 29 نوفمبر 1920 عندما تم إنشاء مناطق محمية شرق إفريقيا السابقة والتي لم يتم ضمها من قبل المملكة المتحدة كمحمية بريطانية. كانت محمية كينيا محكومة كجزء من مستعمرة كينيا بموجب اتفاقية بين المملكة المتحدة والسلطان بتاريخ 14 ديسمبر 1895. في عشرينيات القرن الماضي، اعترض السكان الأصليون على حجز المرتفعات البيضاء للأوروبيين ، وخاصة قدامى المحاربين البريطانيين. نمت المرارة بين السكان الأصليين والأوروبيين. وصفها المؤرخ الأفريقي الأمريكي والمتحد.
وكتب المؤرخ الأفريقي الأمريكي دو بويز في كتابه المشهور "The New Negro" كانت هنا أرضًا غير ملوثة إلى حد كبير بحمى المناطق الاستوائية وهنا اقترحت إنجلترا إرسال جنودها المرضى والفقراء من الحرب. اقتداءً بجنوب إفريقيا، استولت بريطانيا على خمسة ملايين فدان من أفضل الأراضي من السكان الأصليين البالغ عددهم 3،000،000 ، ووجهتهم نحو المستنقعات ولم تمنحهم شيئًا كتعويض، حتى هناك، بدون سند أكيد ؛ ثم أجبر البريطانيون، عن طريق الضرائب، ستين بالمائة من البالغين السود على العبودية لعشرة آلاف من أصحاب البشرة البيضاء مقابل أجر أدنى. كانت هنا فرصة ليس فقط لصاحب الأرض الكبير وسائق العبيد ولكن أيضًا للتاجر الصغير، وجاء أربعة وعشرون ألف هندي. طالب هؤلاء الهنود بحقوق الرعايا الأحرار للإمبراطورية - الحق في شراء الأرض، والحق في استغلال العمالة، والحق في أن يكون صوت الحكومة محصوراً الآن بحفنة من البيض. فجأة اجتاح صراع عرقي كبير شرق إفريقيا - الشرق والغرب، والأبيض والبني والأسود، والمالك والتاجر والقنان الذي لا يملك أرضًا. عندما طلب الهنود الحقوق، أجاب البيض أن هذا من شأنه المساس بحقوق السكان الأصليين. على الفور بدأ السكان الأصليون في الاستيقاظ. قلة منهم كانوا متعلمين لكنهم بدأوا في تشكيل المجتمعات وصياغة المظالم. ظهر وعي سياسي أسود لأول مرة في كينيا. قدم الهنود على الفور عرضًا لدعم هذه القوة الجديدة وطلبوا حقوقًا وامتيازات لجميع الرعايا البريطانيين - الأبيض والبني والأسود. وبينما كان الهندي يضغط على قضيته، انتبهت جنوب إفريقيا البيضاء. إذا أصبح الهندي رجلًا معترفًا به ومالكًا للأراضي وناخبًا في كينيا، فماذا عن ناتال؟ الحكومة البريطانية تكهنت ومماطلة ثم أعلنت قرارها: شرق إفريقيا كانت في الأساس "وصاية" للأفارقة وليس للهنود، إذن يجب أن يكونوا راضين عن حقوق صناعية وسياسية محدودة، بينما بالنسبة للمواطن الأسود - الرجل الإنجليزي الأبيض يتحدث! قال زعيم هندي محافظ تحدث في إنجلترا بعد هذا القرار إنه إذا سمح للمشكلة الهندية في جنوب إفريقيا بالتفاقم لفترة أطول ، فسوف تتجاوز حدود القضية المحلية وستصبح مسألة سياسة خارجية يمكن أن تستند إليها وحدة الإمبراطورية. مؤسس لا رجعة فيه. قال إن الإمبراطورية لا تستطيع أبدًا الاحتفاظ بأجناسها الملونة داخلها بالقوة، ولكن فقط من خلال الحفاظ على مشاعرهم وحمايتها.
قُدّر عدد السكان في عام 1921 بحوالي 2376.000 نسمة، منهم 9651 أوروبيًا و 22.822 هنديًا و 10102 عربيًا وكانت مومباسا كانت أكبر مدينة في عام 1921، كان عدد سكانها 32000 نسمة في ذلك الوقت.
استمر تمرد ماو ماو، وهو ثورة ضد الحكم الاستعماري البريطاني في كينيا، من 1952 إلى 1960. تميز التمرد بجرائم حرب ومذابح ارتكبها كلا الجانبين.